# سیارک ۲۴۳۰۳
سیارک ۲۴۳۰۳ (به انگلیسی: 24303 Michaelrice، نامگذاری:1999YY) بیست و چهار هزار و سیصد و سومین سیارک کشف شده‌است که در ۱۶ دسامبر ۱۹۹۹ کشف شد.